# Thrichomys
Genre
Thrichomys est un genre de rongeurs de la famille des Echimyidae qui regroupe des petits mammifères d'Amérique du Sud appelés aussi rats épineux.
Ce genre a été décrit pour la première fois en 1880 par le zoologiste français Édouard Louis Trouessart (1842-1927).

## Liste des espèces
Selon Mammal Species of the World (version 3, 2005)  (5 oct. 2012), ITIS (5 oct. 2012) et NCBI (5 oct. 2012) :

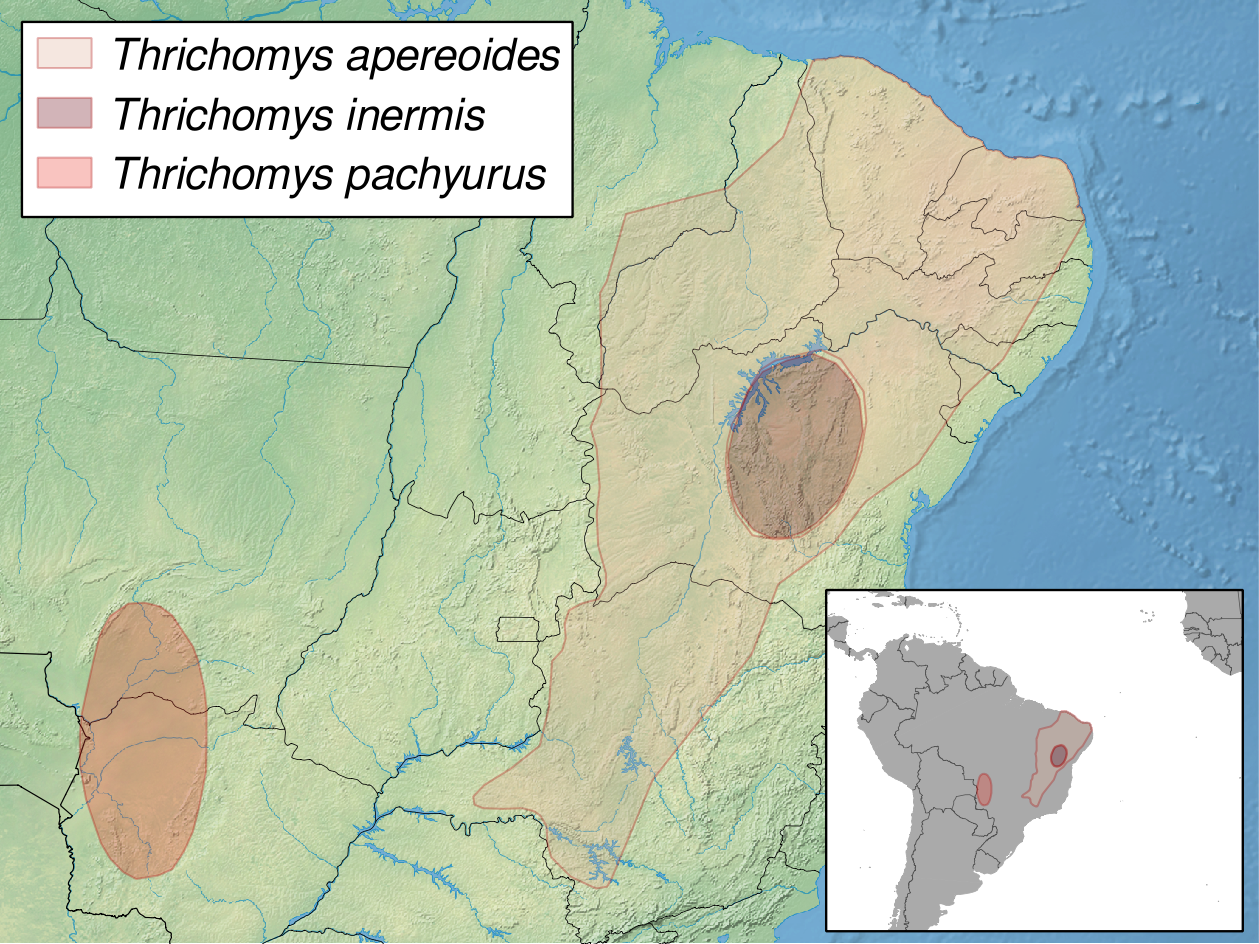
Répartition de l'espèce.

- Thrichomys apereoides (Lund, 1839)
- Thrichomys inermis (Pictet, 1941)
- Thrichomys pachyurus (Wagner, 1845)